# ヨードシルベンゼン
ヨードシルベンゼン (英: iodosylbenzene) またはヨードソベンゼン (英: iodosobenzene) は、化学式が C6H5IO と表される超原子価ヨウ素化合物である。無色の固体で、有機化学や配位化学の研究所においてオキソ転移試薬として使用される。これはポピュラーな試薬ペルヨージナンと関連している。

## 性質と構造
ヨードシルベンゼンは初め、コンラッド・ウィルゲロットによってヨードベンゼンから合成され、記述された。まずヨードベンゼンを酸化してジアセタートとし、次に加水分解することによって得られる。
C6H5I + CH3CO3H + CH3CO2H  →  C6H5I(O2CCH3)2 + H2O
C6H5I(O2CCH3)2 + H2O → C6H5IO + 2 CH3CO2H

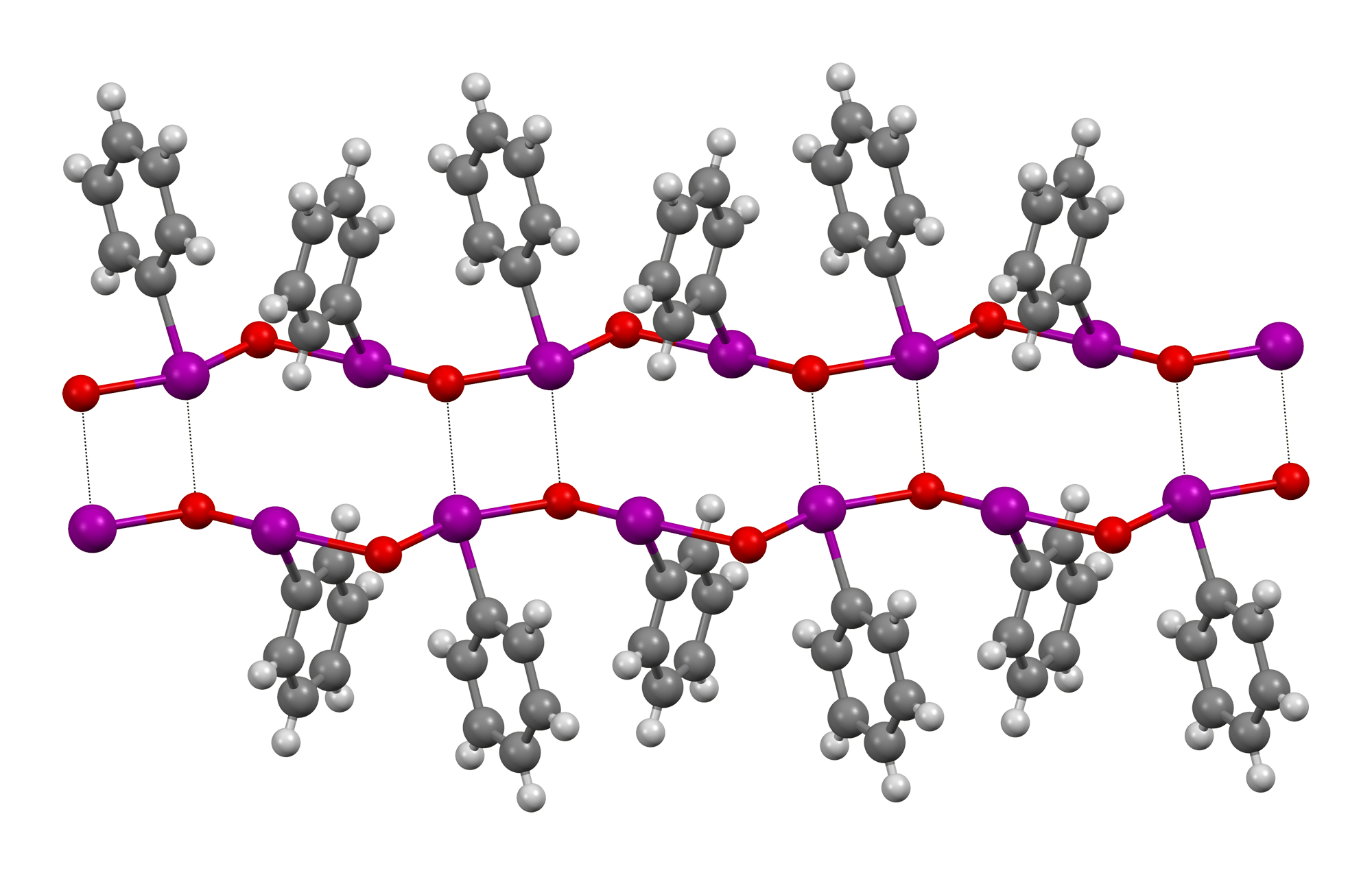
ヨードシルベンゼンの構造

ヨードシルベンゼンの構造はX線結晶構造解析により証明されている。ほとんどの溶剤に対する低い溶解度と振動分光法の結果は、これが分子ではないが I-O-I-O 鎖からなるポリマーであることを示している。関連したジアセタート C6H5I(O2CCH3)2 は、多重結合なしでT字形構造をとるヨウ素(III)の特性を示す。

## 応用
ヨードシルベンゼンに商業的用途はないが、実験室において「オキソ転移試薬」として用いられる。これはある種のアルケンをエポキシドにし、いくつかの金属錯体を対応するオキソ誘導体に変換する。このようなオキソ転位反応における活性体は単量体の PhI=O であると考えられているが、これは証明されていない。

## 安全性
この化合物は爆発性で、真空下で加熱してはならない。

## 関連文献
- 落合正仁、長尾善光「ヨードシルベンゼン (ヨードソベンゼン)」『有機合成化学協会誌』第48巻第11号、有機合成化学協会、1990年、1008-1009頁、doi:10.5059/yukigoseikyokaishi.48.1008。